# Potos (mitologia)
Potos (stgr. Πόθος Póthos ‘pragnienie’, ‘pożądanie’, łac. Pothus) – w mitologii greckiej bóg i uosobienie miłosnego pożądania, pragnienia, tęsknoty.
Uchodził za syna bogini Afrodyty lub bogini Iris i boga Zefira. Wraz z Erosem, Anterosem, Himerosem, Hedylogosem, Hymenem, Pejto należał do orszaku Afrodyty.
W sztuce przedstawiany jest zwykle jako chłopiec albo młody mężczyzna z wielkimi skrzydłami u ramion.
Wyobrażenie o bóstwie przejawia się w greckim malarstwie wazowym.